# Pallacanestro ai II Goodwill Games - Torneo maschile
Il torneo di Pallacanestro ai Goodwill Games 1990 si è svolto nella città statunitense di Seattle, e ha visto la vittoria della Jugoslavia.

## Fase a gironi

### Gruppo A
| Squadra             | P | V | P | PF  | PS  |
| ------------------- | - | - | - | --- | --- |
| 1. Unione Sovietica | 4 | 2 | 1 | 264 | 269 |
| 2. Stati Uniti      | 4 | 2 | 1 | 298 | 262 |
| 3. Italia           | 2 | 1 | 2 | 278 | 298 |
| 4. Porto Rico       | 2 | 1 | 2 | 290 | 301 |

| Seattle | Unione Sovietica | 88 – 85 | Italia |  |

| Seattle | Stati Uniti | 100 – 94 | Porto Rico |  |

| Seattle | Italia | 117 – 97 | Porto Rico |  |

| Seattle | Unione Sovietica | 92 – 85 | Stati Uniti |  |

| Seattle | Stati Uniti | 113 – 76 | Italia |  |

| Seattle | Porto Rico | 99 – 84 | Unione Sovietica |  |

### Gruppo B
| Squadra       | P | V | P | PF  | PS  |
| ------------- | - | - | - | --- | --- |
| 1. Brasile    | 6 | 3 | 0 | 310 | 268 |
| 2. Jugoslavia | 4 | 2 | 1 | 259 | 239 |
| 3. Spagna     | 2 | 1 | 2 | 234 | 266 |
| 4. Australia  | 0 | 0 | 3 | 242 | 272 |

| Seattle | Brasile | 114 – 89 | Spagna |  |

| Seattle | Jugoslavia | 93 – 77 | Australia |  |

| Seattle | Spagna | 78 – 71 | Australia |  |

| Seattle | Brasile | 95 – 85 | Jugoslavia |  |

| Seattle | Brasile | 101 – 94 | Australia |  |

| Seattle | Jugoslavia | 81 – 67 | Spagna |  |

## Semifinali
- 5º-8º posto

| Seattle | Porto Rico | 75 – 74 | Spagna |  |

| Seattle | Australia | 106 – 78 | Italia |  |

- 1º-4º posto

| Seattle | Jugoslavia | 84 – 78 | Unione Sovietica |  |

| Seattle | Stati Uniti | 112 – 95 | Brasile |  |

## Finali
- 7º-8º posto

| Seattle | Italia | 105 – 96 | Spagna |  |

- 5º-6º posto

| Seattle | Australia | 116 – 92 | Porto Rico |  |

- 3º-4º posto

| Seattle | Unione Sovietica | 109 – 103 | Brasile |  |

- 1º-2º posto

| Seattle | Jugoslavia | 85 – 79 | Stati Uniti |  |

## Classifica
| - | Paese            | Formazione |
| - | ---------------- | --- |
|   | Jugoslavia       | Pavićević · Čutura · Paspalj · Obradović · Jovanović · Rađa · Bilalović · Perasović · Kukoč · Zdovc · Ćurčić · Komazec · Savić                                 |
|   | Stati Uniti      | Hurley · Mayberry · Smith · Day · Owens · Randall · Laettner · Anderson · Williams · Stith · Gatling · Mourning · Smith · Weatherspoon All. Krzyzewski         |
|   | Unione Sovietica | Vētra · Berežnyj · Lopatov · Žukonenko · Sucharev · Korolëv · Bazarevič · Meleščenko · Tichonenko · Podkovjrov · Murzin · Pinčuk                               |
| 4 | Brasile          | Fernando Minucci · Victalino · Ferreira · Maury · Luiz Felipe · Oscar · Guerrinha · Pipoka · Cadum · Marcel · Josuel · Israel                                  |
| 5 | Australia        | Dorge · Smyth · Keogh · Gaze · Bradtke · Vlahov · McKay · Sengstock · Graham · Morrissey · Longley · Borner                                                    |
| 6 | Porto Rico       | Ortiz · Gause · Mincy · Cruz · Alicea · Marrero · Borges · Pellot · Carter · Rivas · de León · Santiago                                                        |
| 7 | Italia           | Brunamonti · Riva · Dell'Agnello · Bosa · Costa · Pittis · Rossini · Esposito · Pessina · Vescovi · Cantarello · Vianini · Niccolai · Morandotti · All.: Gamba |
| 8 | Spagna           | Zapata · Bustos · Arcega · Jofresa · Romay · Herreros · Martínez · Vecina · Aller · Villacampa · Antúnez · Jiménez · Montero · Bosch · Andreu                  |